# Павел Герджиков
Павел Иванов Герджиков е български оперен певец, режисьор и педагог, професор в Националната музикална академия „Проф. Панчо Владигеров“.

## Биография
Роден е на 21 май 1938 година в град Кърджали. Негова баба е актрисата Кина Герджикова, която е роднина на диригентката Росица Баталова. Учил е оперно пеене при Анна Тодорова и Илия Йосифов.
Има над 100 роли като солист в националната опера и десетки оперни постановки като режисьор. Познат на публиката и от големите оперни театри в Париж, Виена, Мадрид, Неапол, Копенхаген, Белград. Сред ролите му са Фигаро в „Сватбата на Фигаро“, Папагено във „Вълшебната флейта“, Галицки в „Княз Игор“ и много други.
Носител на редица държавни отличия. Преподава актьорско майсторство и оперна режисура в НМА „Проф. Панчо Владигеров“.
Със свои решения № 230 от 16 юни 2011 г., № 2-400 от 24.09.2014 г. и № 2-2075 от 28.04.2022 г. Комисията по досиетата установява и обявява, че от 1973 г. Павел Герджиков е сътрудничил на Държавна сигурност (ДС) в качеството си на агент към Шесто управление и към Второ главно управление на ДС. Вербуван е на 18.01.1973 г. като осведомител с псевдоним „Петър“. Не е известно дали е бил свален от действащ оперативен отчет на ДС.

## Филмография
- Камера! Завеса! (2002-2003) - оперния режисьор Базилио Иванов в 1 серия (III-та)
- Бумеранг (1979) – Мефистофел